# Liberdade de associação
A liberdade de associação é um conceito legal constitucional que se caracteriza pelo direito que as pessoas têm de mutuamente escolherem os seus associados para cumprir um determinado fim. Este conceito encontra-se incluído em diversas constituições, bem como na Convenção Europeia dos Direitos Humanos.

## Portugal
Em Portugal, a liberdade de associação está consagrada no artigo 46º da Constituição da República Portuguesa. De acordo com esta, os portugueses são livres de constituir qualquer associação, sem autorização do Estado. No entanto, existem algumas limitações: não se podem constituir associações militares, nem de cariz racista nem de ideologia fascista. Ninguém pode ser obrigado a associar-se ou a permanecer numa associação.

## Brasil
No Brasil, a liberdade de associação está consagrada no artigo 5º da Constituição Brasileira de 1988. Os cidadãos brasileiros podem constituir associações sem qualquer interferência do Estado. Ninguém poderá ser compelido a associar-se ou a permanecer associado. Associações de carácter paramilitar não são permitidas.
Segundo o artigo 5 da CF:
XVII - é plena a liberdade de associação para fins lícitos, vedada a de caráter paramilitar. Desta forma é permitida associações de militares com caráter social e político como representação de classe.
XX - ninguém poderá ser compelido a associar-se ou a parmanecer associado.
No mesmo sentido, a CF veda a interferência estatal na criação e no funcionamento das associações (art. 5º, XVIII), bem como restringe as hipóteses de dissolução (art. 5º, XIX) e veda a associação ou a manutenção desta condição sem a anuência do associado (art. 5º, XX).